# Gambusia yucatana
Gambusia yucatana es un pez de la familia de los pecílidos en el orden de los ciprinodontiformes.

## Morfología
Los machos pueden alcanzar los 5,5 cm de longitud total.

## Distribución geográfica
Se encuentran en Yucatán, Guatemala y Belice.